# Barranc de Juriana
El Barranc de Juriana és un curs d'aigua afluent de la Noguera Ribagorçana per l'esquerra. Pertany a la conca d'aquest riu. Discorre únicament pel terme municipal de Sant Esteve de la Sarga, del Pallars Jussà.
Es forma a 820 metres d'altitud a les Feixoles, a prop i a l'oest-nord-oest del poble d'Alsamora, des d'on davalla cap a ponent, lleugerament decantant-se cap al nord.
S'aboca en la Noguera Ribagorçana davant i al sud del Castell de Girbeta.